# تحت رمال بابل (فلم)
تحت رمال بابل (بالإنجليزية: In the Sands of Babylon) هو فيلم دراما عراقي بريطاني هولندي صدر في 2013. الفيلم من تأليف وإخراج محمد الدراجي.
الفيلم تم تطويره من خلال مؤسسة صندانس وتلقى دعم من وزاة الثقافة العراقية. حاز تحت رمال بابل على جائزة على جائزة أفضل فيلم عربي في مهرجان أبوظبي للأفلام 2013.

## الميزانية والإيرادات
بلغت تكلفة إنتاج الفيلم حوالي 1,200,000 دولار.

## روابط خارجية
- مقالات تستعمل روابط فنية بلا صلة مع ويكي بيانات